# Theodor Plieninger (Mediziner)

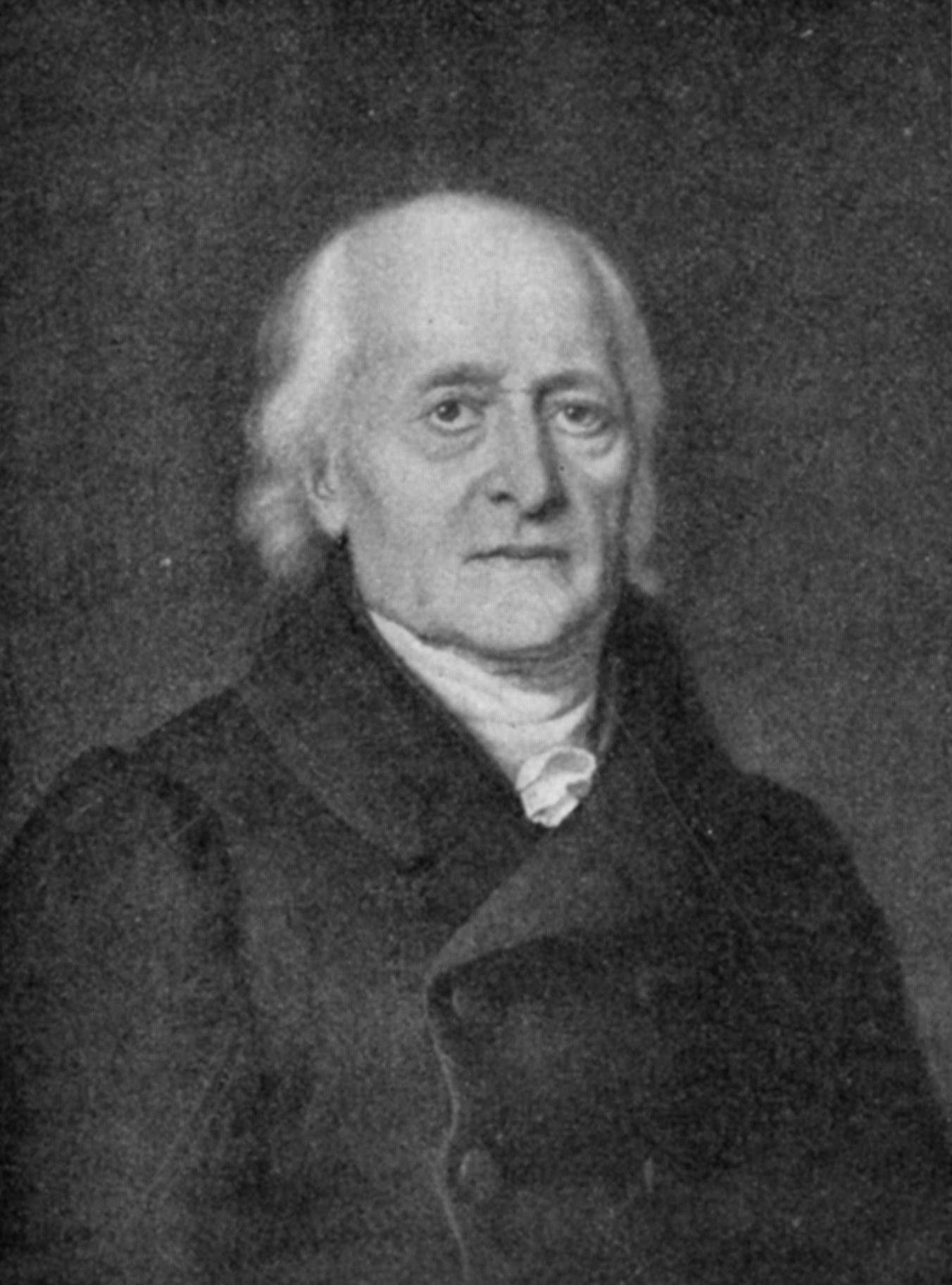
Theodor Plieninger

Theodor Plieninger (* 12. November 1756 in Kaltenwesten; † 20. Oktober 1840 in Stuttgart) war ein deutscher Mediziner und Professor an der Hohen Karlsschule in Stuttgart.

## Leben und Wirken
Theodor Plieninger war nach seinem Besuch der Gymnasien in Lauffen/N. und Stuttgart von 1773 bis 1780 Student (Élève) an der Hohen Karlsschule und studierte dort Medizin. Einer seiner Mitstudenten war der spätere Dichter Friedrich Schiller.  Im Jahre 1782 promovierte er dort mit einer Arbeit über „De praecipuis deliriorum causis eorumque medela generalia quaedam exhibens“ zum Dr. med. Seit 1780 war er längere Zeit auf Reisen. 1785 wurde er Professor für Medizin an der Hohen Karlsschule und hatte dieses Amt bis zu deren Auflösung im Jahre 1794 inne. Einige Zeit war er einer der Leibärzte des württembergischen Herzogs Carl Eugen. Anschließend war er als Arzt in Stuttgart tätig, 1814 war er dort Stadt- und Amtsarzt mit dem Titel eines Medizinalrates. 1832 erhielt er das goldene Doktordiplom.
Bestattet wurde Theodor Plieninger auf dem Hoppenlaufriedhof in Stuttgart.
Ein Sohn aus seiner zweiten Ehe ist der Paläontologe und Naturwissenschaftler Wilhelm Heinrich Theodor Plieninger (1795–1879).